# 汪氏小苑
汪氏小苑是今存揚州較為完整的清末民初鹽商住宅之一。主人汪竹銘原先是徽商。位于江苏省扬州市广陵区东关街。
2002年10月22日，公布为江苏省文物保护单位，2013年5月公布为全国重点文物保护单位。